# Neonycteris pusilla
Neonycteris pusilla là một loài động vật có vú trong họ Dơi mũi lá, bộ Dơi. Loài này được Sanborn mô tả năm 1949.